# Palazzo Petrignani
Palazzo Petrignani è un edificio di Amelia, in provincia di Terni.

## Storia
Palazzo Petrignani, nobile residenza della Famiglia Petrignani, fu edificato ad Amelia (TR) alla fine del 1500 per opera dell’Arcivescovo di Cosenza Fantino Petrignani - eminente figura della Curia Vaticana e protettore del giovane Caravaggio - e del fratello Bartolomeo. Massimo Moretti, professore di Storia dell'arte moderna e di Iconografia e Iconologia presso il Dipartimento SARAS della Sapienza dell’Università di Roma, sulla base di supposte analogie stilistiche e interpretando le caratteristiche del palazzo ha identificato l’autore del progetto in Ottaviano Mascarino, architetto al servizio di Fantino Petrignani. I lavori edilizi iniziarono, presumibilmente, nel 1553, data riportata dall’architrave, ora collocato sulla porta d’ingresso all’interno dell’androne. Il palazzo rimase però incompleto in alcune sue parti e questo stato di incompletezza dell’architettura, portò gli studiosi a ritenere che l’edificio fosse stato venduto dai Petrignani al Monte di Pietà nel 1603, in seguito a difficoltà economiche sopraggiunte dopo la morte di Fantino. In realtà, come provato da una serie di atti notarili, il palazzo di Amelia divenne la residenza abituale di Bartolomeo Petrignani dalla fine degli anni ’90 del ‘500 fino al 1615, anno della sua morte. In questo arco temporale, nonostante il mancato completamento a livello architettonico, il palazzo fu abbellito con un grande ornato pittorico, presente in tutti gli ambienti del piano nobile.

## Architettura

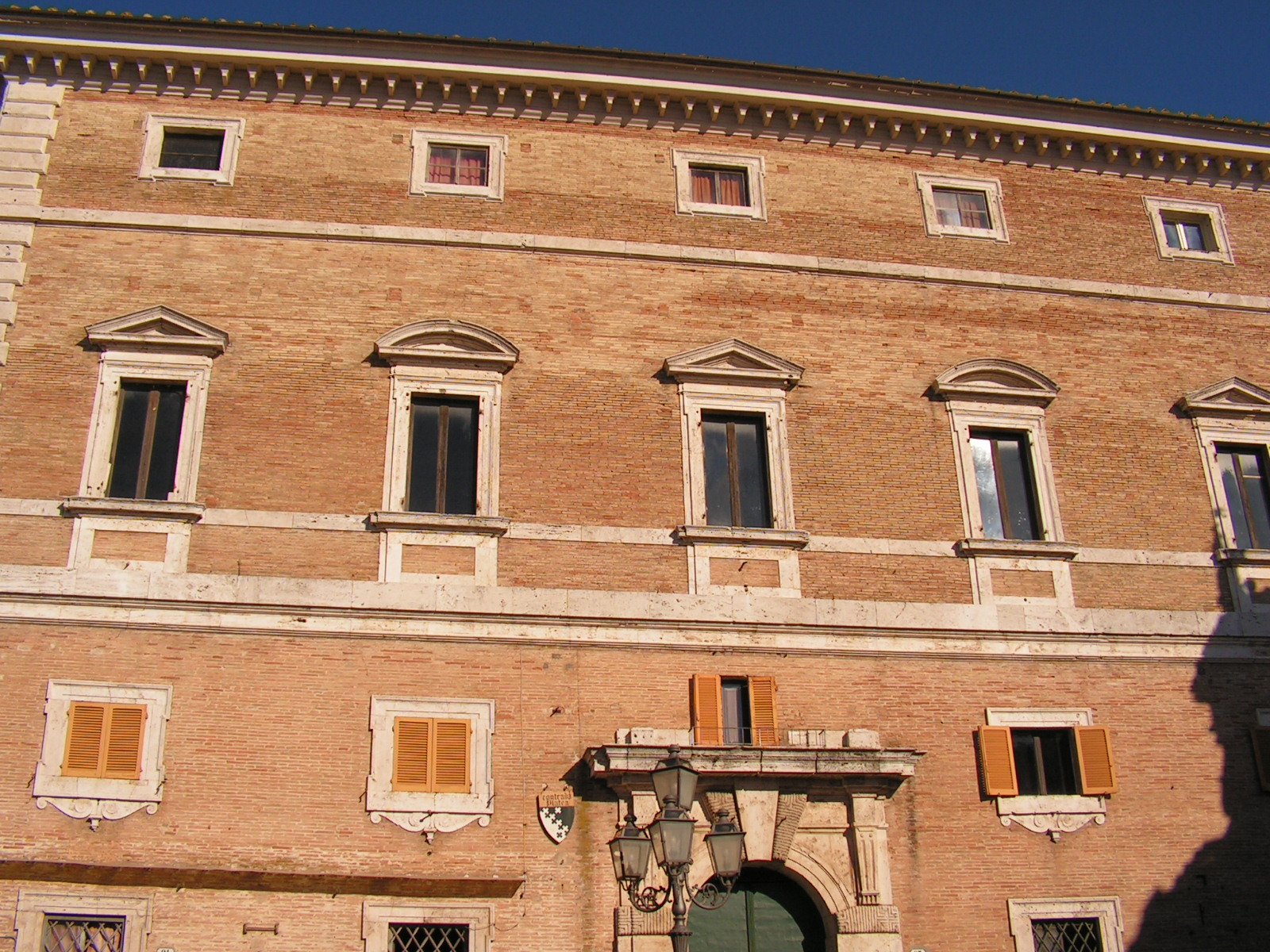
Facciata principale

Il palazzo ha un’imponente facciata costruita in muratura in laterizi a cortina ed è articolata su quattro livelli orizzontali suddivisi in cinque finestre verticali di varia grandezza. La facciata è improntata alla cultura sangallesca, diffusa in tutta l’area umbro-laziale. In particolare, il piano nobile e quello superiore appaiono strettamente legati al palazzo orvietano di Tiberio Crispo, i cui registri superiori sono stati attribuiti a Ippolito Scalza (1582 circa). Al centro della facciata si erge il grande portone, con un imbotto lavorato in travertino, dove era collocato lo stemma di Bartolomeo Petrignani, rimosso nei primi del 1900. Questo è un’aggiunta successiva alla definizione del primo ordine della facciata, come indica non solo la vistosa ricucitura del paramento in laterizio, ma anche la mancata corrispondenza con la fascia marcadavanzale in travertino e con le finestre di mezzanino. Il disegno generale appare distante da ogni altro portale di Mascarino, costruito o solo progettato, come quello del palazzetto Spada, del palazzo del Commendatore di Santo Spirito, di palazzo Ginnasi e della vigna dei Mattei, tutti episodi romani.

## Affreschi
La decorazione pittorica segue uno schema comune a tutte le sale: mostra un impaginato formato da un grande riquadro in cui sono rappresentati episodi storici, al centro di una fitta trama a grottesche, comprendente agli angoli della volta gli stemmi delle famiglie legate ai Petrignani. Non tutti gli affreschi sono riconducibili ad una stessa bottega e ad un’unica fase di lavori. Alcuni sono stati attribuiti principalmente alla scuola degli Zuccari per la somiglianza del ciclo amerino con quello più importante e famoso di Palazzo Caprarola. Attribuzioni più recenti anche a Livio Agresti e Marzio Ganassini e allievi, oltre ovviamente ai pittori fiamminghi, sicuramente autori delle grottesche che fanno da protagoniste nella decorazione delle sale del palazzo. Le prime quattro stanze, compresa la più celebre e grande detta dello “Zodiaco”, mostrano similarità e continuità nelle soluzioni formali adottate e nelle scene narrative. Per la “Sala dello Zodiaco” è possibile stabilire una datazione attendibile intorno al 1605, grazie alla presenta dello stemma di Leone XI Medici in un angolo del soffitto. 

## Sala dello Zodiaco

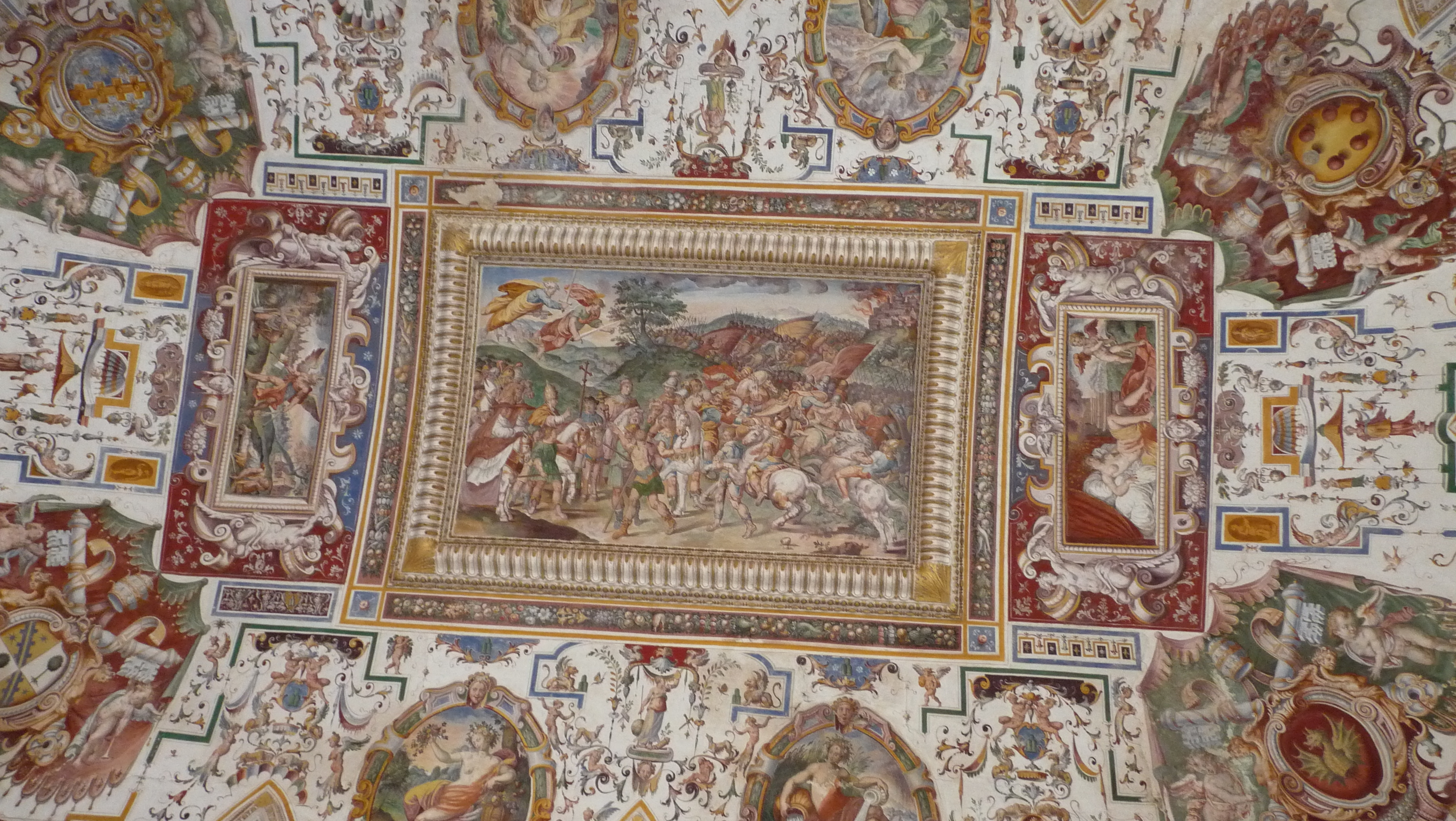
Affreschi nella Sala dello Zodiaco

La Sala dello Zodiaco, ora divenuta Sala di rappresentanza, è la più grande e importante del Palazzo Petrignani. Al centro della volta, circondata da una cornice di stucco e impreziosito da una ghirlanda di fiori e frutti si trova il dipinto dell’incontro tra Attila e il Papa Leone I Magno. L’affresco ricorda il celebre episodio avvenuto nel 452 d.C. sulle rive del fiume Mincio quando Papa Leone I fermò gli Unni. L’opera è chiaramente una copia dell’affresco più noto di Raffaello dipinto nella stanza di Eliodoro in Vaticano. Sui lati brevi, entro finte cornici in stucco, troviamo la rappresentazione allegorica di “Amore e Odio”, e del “Lavoro e Ozio”. Sempre incorniciati da stucchi troviamo allegorie dell’acqua, della terra, del fuoco e dell’aria. Agli angoli della volta si impongono gli stemmi di quattro pontefici, Pio IV, Gregorio XIII, Gregorio XIV e Clemente VIII, per i quali Fantino Petrignani svolse incarichi diversi. Nel sovrapporta, in prossimità degli stemmi, si trovano le rappresentazioni (carte tipografiche) delle quattro città native dei papi protettori, Firenze, Bologna, Milano e Roma. Lungo i quattro lati ci sono dodici lunette che rappresentano i mesi dell’anno, al centro di ognuna un segno zodiacale corrispondente al mese rappresentato; da qui il nome “Sala dello Zodiaco”.